# 长距虾脊兰
長距根節蘭（学名：Calanthe sylvatica）为蘭科節蘭屬下的一个种，分佈於熱帶和南部非洲。

## 扩展阅读
- 維基物種上的相關：長距根節蘭

1. ↑  Kew World Checklist of Selected Plant Families